# Солоуэй, Джилл
Джилл Солоуэй (англ. Jill Soloway, род. 26 сентября 1965) — американский сценарист, продюсер, режиссёр, комик и драматург.

## Биография
Солоуэй родилась в Чикаго, штат Иллинойс, и окончила Висконсинский университет в Мадисоне. Начав свою карьеру в качестве ассистента в рекламе, к концу 1990-х она перебралась в Лос-Анджелес, где безуспешно пыталась продать сценарий пилота для HBO. Её успехом стала публикация рассказа Courteney Cox's Asshole, после чего она была нанята сценаристом в сериал HBO «Клиент всегда мёртв». С тех пор она писала сценарии для «Грязные мокрые деньги», «Такая разная Тара» и «Как преуспеть в Америке», а также недолго работала консалтинговым продюсером в сериале «Анатомия страсти».
Прорыв Солоуэй произошёл в 2013 году, когда за свой режиссёрский дебют, фильм «Полуденная нега», она получила премию за лучшую режиссуру на 29-м кинофестивале «Сандэнс», а также номинацию на «Независимый дух» за лучший сценарий. В следующем году она создала и срежиссировала сериал «Очевидное» для Amazon.com, который получил массу положительных отзывов от критиков, многие из которых называли его революционным. В 2015 году Солоуэй была включена в список ста наиболее влиятельных людей года по мнению журнала Time.